# Томас Хакл Велер
Томас Хакл Велер (енгл. Thomas Huckle Weller; Ен Арбор, 15. јун 1915 — Нидам, 23. август 2008) је био амерички виролог и добитник Нобелове награде за медицину 1954. са Џоном Френклином Ендерсом и Фредериком Чапманом Робинсом за култивисање полиомијелитиса у епрувети, користећи комбинацију коже људског ембриона и мишићног ткива. Допринео је лечењу шистосомијазе и коксаки вируса. Први је изоловао вирус одговоран за варичелу.

## Биографија
Рођен је 15. јуна 1915. у Ен Арбору у Мичигену, где је провео детињство. Дипломирао је и магистрирао медицинску зоологију на Универзитету Мичигена, где је његов отац Карл Вернон Велер предавао на Одељењу за патологију. Године 1936. је уписао Медицинску школу Харвард, а 1939. је почео да ради код Џона Френклина Ендерса који га је тада укључио у истраживање вируса и техника културе ткива за одређивање узрока заразних болести. Велер је докторирао 1940. године и започео рад у Дечијој болници у Бостону. Године 1942, током Другог светског рата, је ступио у војни медицински корпус и био стациониран у Медицинској лабораторији у Порторику, стекао је чин мајора и био на челу Одељења за бактериологију, вирусологију и паразитологију. Године 1945. је оженио Кетлин Феј, која је преминула 2011. године, са којом је имао два сина и две ћерке. После рата, вратио се у Дечију болницу у Бостону где се 1947. године поново придружио Ендерсу у новоствореном Одељењу за истраживање инфективних болести. Јула 1954. је постављен за шефа Одељења за јавно здравље на Харвардској школи јавног здравља. Био је директор комисије за паразитске болести Епидемиолошког одбора америчких оружаних снага 1953—1959. Године 1954. је добио награду Едвард Мид Џонсон за истраживање о рубеолама, полиомијелитису и цитомегаловирусу. Исте године је примио Нобелову награде за медицину са Ендерсом и Фредериком Чапманом Робинсом за култивисање полиомијелитиса у епрувети, користећи комбинацију коже људског ембриона и мишићног ткива.
Преминуо је 23. августа 2008. у Нидаму.